# Caieiras
Caieiras est un município de l’État de São Paulo, appartenant à la région métropolitaine de São Paulo. La ville est située au nord de la métropole paulista, à environ 40 km du centre-ville de São Paulo. En 2008, sa population était estimée à 86 698 habitants, avec une densité de 990 hab/km2.
Dominée par l’industrie du plastique et du papier, l’économie de Caieiras est dynamique et en fait l’une des villes les plus riches de l’État.
Deux autoroutes relient Caieiras au centre de São Paulo et à Campinas.

## Édifices notables

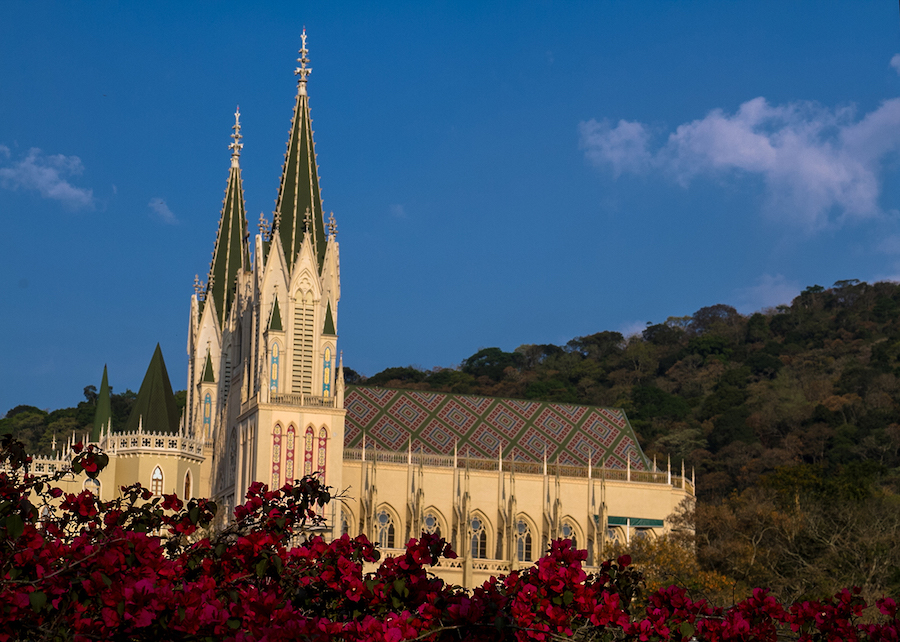
Basilique Notre-Dame du Rosaire de Caieiras

## Démographie
| Évolution de la population (municipalité) | Évolution de la population (municipalité) | Évolution de la population (municipalité) | Évolution de la population (municipalité) |
| Année                                     | Population                                |                                           | %±                                        |
| ----------------------------------------- | ----------------------------------------- | ----------------------------------------- | ----------------------------------------- |
| 1960                                      | 9 405                                     |                                           | —                                         |
| 1970                                      | 15 563                                    |                                           | 65,5%                                     |
| 1980                                      | 25 156                                    |                                           | 61,6%                                     |
| 1991                                      | 39 069                                    |                                           | 55,3%                                     |
| 2000                                      | 71 221                                    |                                           | 82,3%                                     |
| 2010                                      | 86 529                                    |                                           | 21,5%                                     |
| 2022                                      | 95 032                                    |                                           | 9,8%                                      |
| ,                                         |                                           |                                           |                                           |

## Personnalités
- Marcos Assunção dos Santos, footballeur né à Caieiras.